# Drosophila alexanderae
Drosophila alexanderae este o specie de muște din genul Drosophila, familia Drosophilidae, descrisă de Pipkin în anul 1964. Conform Catalogue of Life specia Drosophila alexanderae nu are subspecii cunoscute.